# UFC 162
UFC 162: Silva vs. Weidman foi um evento de artes marciais mistas promovido pelo Ultimate Fighting Championship, ocorrido em 6 de julho de 2013, no MGM Grand Garden Arena, em Las Vegas, nos Estados Unidos.

## Background
O UFC anunciou como luta principal do evento a defesa do Cinturão Peso Médio do UFC por Anderson Silva contra o invicto Chris Weidman. O americano venceu a luta com um nocaute no segundo round após acertar um soco em Silva, enquanto o mesmo o provocava, tornando-se o novo campeão da categoria.
Chan Sung Jung enfrentaria Ricardo Lamas no co-evento principal. Porém, com a lesão de Anthony Pettis que lutaria pelo Cinturão Peso Pena do UFC em 3 de Agosto de 2013 no UFC 163, Jung foi chamado para enfrentar o campeão José Aldo no evento. Lamas depois foi retirado do card.
A luta entre Rafael Cavalcante e Thiago Silva, que aconteceria nesse evento, foi passada para o UFC on Fuel TV: Nogueira vs. Werdum.
John Makdessi iria enfrentar Edson Barboza no evento, mas uma lesão o tirou do evento. Seu substituto foi Rafaello Oliveira.
Era esperado que Shane del Rosario enfrentasse Dave Herman no evento, porém, uma lesão o tirou do evento. Então, foi chamado Gabriel Gonzaga para enfrentar Herman.

### Repercussão do evento principal
Após a apresentação de Anderson Silva no evento, muitos fãs se mostraram indignados pela postura de Anderson na luta, que ficava apenas provocando o adversário e ficou apenas com a guarda baixa. Outros lutadores de MMA, como Wanderlei Silva, Jon Jones e Murilo Bustamante também se mostraram descontentes e criticaram Spider em suas redes sociais.

## Card oficial
Nota 1 Pelo Cinturão Peso Médio do UFC.

## Bônus da Noite
- Luta da Noite:  Frankie Edgar vs.  Charles Oliveira e  Cub Swanson vs.  Dennis Siver
- Nocaute da Noite:  Chris Weidman
- Finalização da Noite: Não houve lutas terminadas em finalização nesse evento.